# Liga Sudeste de Futsal
La Liga Sudeste de Futsal è una manifestazione brasiliana di calcio a 5 che si disputa a cadenza annuale a partire dal 2005.
La manifestazione raccoglie le squadre di club della Região Sudeste del Brasile, designando il campione regionale e dando la possibilità alle due finaliste di partecipare alla Superliga che si tiene ogni anno in dicembre.
Il trofeo è stato costituito dalla Confederação Brasileira de Futebol de Salão alla fine di un percorso di ristrutturazione dei campionati brasiliani, nel 2007 è giunto alla sua terza edizione.

## Edizioni
| Anno | Ospite      |                        | Classifica finale      | Classifica finale | Classifica finale  | Classifica finale |
| Anno | Ospite      | Campione               | Secondo posto          | Terzo posto       | quarto posto       |                   |
| ---- | ----------- | ---------------------- | ---------------------- | ----------------- | ------------------ | ----------------- |
| 2005 | Teresopolis | Intelli/Topper         | Santa Fé/Funec/Tatuibi | Minas             | Comary/Teresópolis |                   |
| 2006 | Uberlandia  | Santa Fé/Funec/Tatuibi | Minas                  | Intelli/Topper    | Clube Comary       |                   |
| 2007 | Garça       | S. E. RCG/Garça        | Praya Clube            | Cabo Frio         | Minas              |                   |